# Myrmica pulchella
Myrmica pulchella (лат.) — вид мелких муравьёв рода Myrmica (подсемейство мирмицины).

## Распространение
Восточная Азия: остров Тайвань.

## Описание
Мелкие коричневые муравьи длиной около 5 мм с очень длинными шипиками заднегруди. Дорсальная поверхность головы и груди покрыта длинными отстоящими волосками. Почти всё тело (голова и грудка, стебелёк) покрыто грубыми продольными морщинками. На голове между морщинками пунктуры отсутствуют. Скапус усика рабочих длинный; петиоль также удлинённый. Стебелёк между грудкой и брюшком состоит из двух члеников: петиолюса и постпетиолюса (последний четко отделен от брюшка), жало развито, куколки голые (без кокона). Муравейники обнаружены в междоузлиях бамбука, содержат около сотни рабочих и одну матку (моногиния).

## Систематика
Близок к видам из комплекса Myrmica ritae-complex и группы Myrmica ritae-group. Отличается от близких видов отстоящими длинными волосками на спинной стороне головы и груди. Наиболее отличительной чертой данного вида служат экстремально грубая скульптура верхней поверхности головы, где на уровне между лобными валиками и глазами расположены только 4 морщинки (только виды Myrmica margaritae, Myrmica sinensis, Myrmica emeryi обладают сходными признаками грубой морщинистости). Вид был впервые описан в 1937 году швейцарским мирмекологом Феликсом Санчи (Félix Santschi, 1872—1940).